# سه تفنگدار (فیلم ۱۹۶۱)
سه تفنگدار (انگلیسی: The Three Musketeers) فیلمی در ژانر ماجرایی است که در سال ۱۹۶۱ منتشر شد. از بازیگران آن می‌توان به ژان کارمه، مالکا ریبوفسکا و دومینیک زاردی اشاره کرد.